# St. Charles Avenue Line

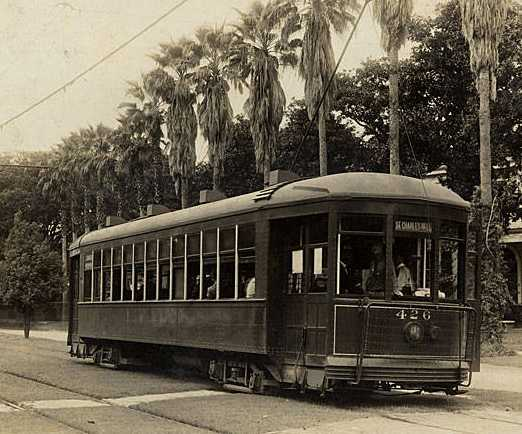
En 400 Series spårvagn på St. Charles Avenue line, 1910-talet

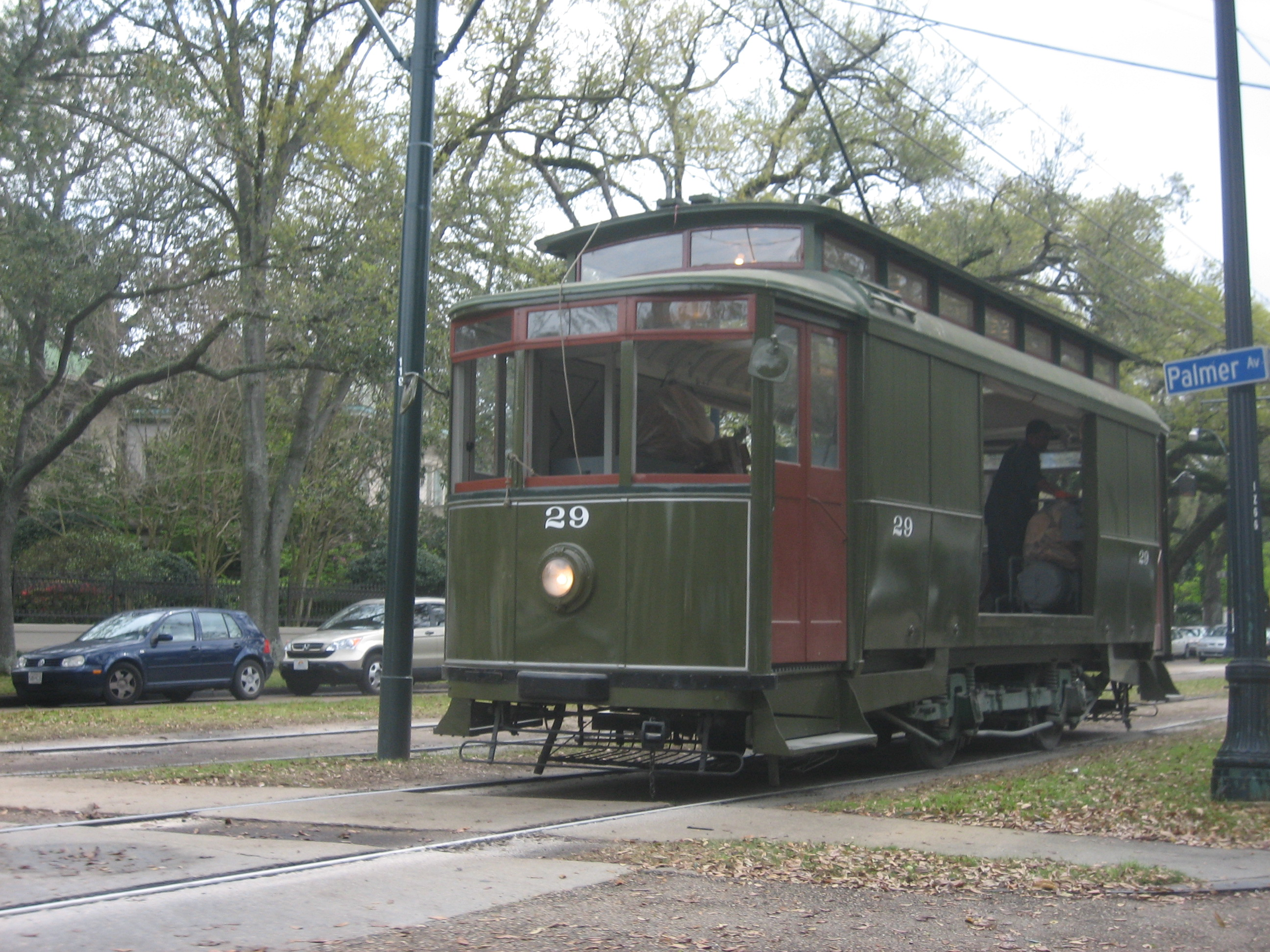
Den sista kvarvarande 1800-talsspårvagnen, tillverkad av Ford Bacon & Davis, på St. Charles Avenue 2008.

St. Charles Avenue Line, eller Route 12, är en k-märkt spårvägslinje på New Orleans spårväg i New Orleans i Louisiana i USA. Den togs i drift 1835 och är den äldsta spårvägslinjen i kontinuerlig drift i USA.  Den drivs idag av New Orleans Regional Transit Authority. 
Route 12 körs längs St. Charles Avenue. Den markeras i New Orleans spårvägskarta med grönt och den trafikeras också med grönmålade spårvagnar. Ena 
ändpunkten av den 21,2 kilometer långa sträckan är South Carrollton Avenue and South Claiborne Avenue och den andra Canal Street i centrum, i utkanten av French Quarter.  
På St. Charles Avenue Line används spårvagnar av den typ, som var vanlig i hela USA i början av 1900-talet. Flertalet spårvagnar på denna linje är tillverkade av Perley Thomas på 1920-talet. Det finns också en veteranspårvagn från 1890-talet som används för underhåll och för speciella ändamål.

## Historik
Linjen började planeras 1831 och den blev den andra spårvägslinjen i New Orleans efter linjen till Lake Pontchartrain. Trafiken öppnades den 26 september 1835.
Linjen elektrifierades 1893 och förlängdes samma år från hörnet St. Charles Avenue/Carrollton Avenues till en ny depå vid Willow Street.
År 1900 förlängdes linjen på Carrollton Avenue ochs anslöts till Tulane Avenue Line, så att spårvagnarna gick en rundtur. 
År 1973 kulturmärktes linjen i "National Register of Historic Places". 
År 2005 inställdes trafiken efter skador av orkanen Katrina. I november 2007 återöppnades en första etapp mellan Canal Street och Lee Circle. Hela linjen togs i drift igen i juni 2008.